# Оболонский заказник
Оболонский заказник — ботанический заказник общегосударственного значения, расположенный в восточной части Новгород-Северского района (Черниговская область, Украина). Заказник создан 20 августа 1996 года. Площадь — 400 га. Код (государственный кадастровый номер) — 5А00000Ж0002. Находится под контролем частного предприятия «Оболонь».

## История
Был создан Указом Президента Украины от 20.08.1996 года №715/96.

## Описание
Заказник создан для охраны и сохранения в природном состоянии типичных пойменных участков лугов (Десны) и генофонда луговых видов Левобережья Полесья.
Заказник представлен равнинной территорией с незначительными гривами и узкими понижениями, также присутствуют старицы и небольшие пойменные озёра.
Распределение земель:
- покрытые лесом площадью 15.8 га
- застроенные земли — 2.2 га
- болота — 2.9 га
- водоёмы — 3.4 га
- сенокосы — 340.7 га
- пастбища — 31.8 га
- прочие — 3.2 га

Ближайший населённый пункт — село Оболонье Новгород-Северского района Черниговской области Украины, город — Батурин.

## Задания
- сохранение в природном состоянии типичных для Левобережного Полесья пойменных участков лугов, которые являются регуляторами водного режима Десны и уровня грунтовых вод прилегающих территорий
- охрана мест произростания ятрышника болотного (Orchis palustris), ятрышника клопоносного, чилима (водяной орех плавающий) (Trápa nátans), занесённые в Красную книгу Украины
- проведение научных исследований и наблюдений на территории заказника
- поддержание общего экологического баланса между комплексами водных и бололотных биоценозов (сообществ животных) в регионе
- распространение экологических знаний

## Природа
Почвенный состав представлен луговым типом почв, прежде всего луговыми и дерново-глеевыми супесчаными и песчаными, в понижениях — лугово-болотными.
Преобладают участки настоящих лугов (до 80% площади), менее распространены остепнённые и болотистые луга. Комплексы настоящих лугов представлены ценозами (сообществами) овсяницы луговой (Festuca pratensis), лисохвост луговой (Alopecurus pratensis) и овсяницы красной (Festuca rubra). Содоминантами являются полевица гигантская (Agrostis gigantea), мятлик луговой (Poa pratensis), щучка дернистая (Dechampsia caespitosa).
Среди видов лугового разнотравья не территории заказника типичными являются нивяник обыкновенный (Leucanthemum vulgare), таволга обыкновенная (Filipendula vulgaris), колокольчик раскидистый (Campanula patuld), горошек мышиный (вика) (Vicia cracca), пахучеколосник душистый (Symphytum officinale).
На территории заказника небольшие площади занимают сообщества с участием лисохвоста лугового (Alopecurus pratensis), которые высокопродуктивные в кормовом значении, а также трясучки средней (Briza media), пахучеколосника душистого (Anthoxanthum odoratum) и тонконог Делявиня (Koeleria Koeleria delavignez).
На заплавных озёрах и их прибрежных полосах распространены участки прибрежно-водной и водной растительности с участием манника большого (Glyceria maxima), осоки острой (Carex acuta), кувшинки белой(Nymphaea alba), кувшинки снежно-белой (Nymphaea Candida) и кубишек жёлтых (Nuphar luted).
На территории заказника обнаружено 6 видов сосудистых растений, занесённых в Красную книгу Украины: ятрышник болотный (Orchis palustris), ятрышник клопоносный (О. coriophora), пальчатокоренник майский (Dactylorhiza majalis), пальчатокоренник мясо-красный (D. incarnata), чилима (водяной орех плавающий) (Traра natans), сальвиния плавающая (Salvinia natans).
Сообщества занесённые в Зелёную книгу Украины: кубышка жёлтая, кувшинки белые и снежно-белые, чилима и прочие.